# 石朴
石朴（学名：Celtis formosana）为大麻科朴属下的一个种。其种加词“formosana”意为“台湾的”。